# Donne-moi le temps
Singles de Jenifer
Des mots qui résonnent !
(2002) Ma révolution
(2004)
Donne-moi le temps est une chanson de la chanteuse française Jenifer extraite de son premier album éponyme. Le morceau est sorti en tant que quatrième et dernier single de l'album le 15 avril 2003. Le single restera 26 semaines dans le top 100. Il atteint la 48e place au classement des ventes de singles en 2004. Il se vend à 200 000 exemplaires. Le clip, tourné à Paris en mai 2003, a été réalisé par Franck Voiturier. Cette chanson qui peut évidemment être comprise sous la forme d'un message d'amour d'une femme à un homme est pour Jenifer un message envoyé à son public : jeune fille de 19 ans qui commence à connaître le succès, Jenifer leur demande de la patience pour pouvoir un jour leur montrer tout ce dont elle est capable et qui elle est vraiment. 9 ans après, aux NRJ Music Awards 2011 elle rechante ce titre en guise d'introduction pour son nouveau tube Je danse dans lequel elle se veut plus femme et plus sûre d'elle, afin de remercier ce public de l'avoir attendu. 
Le 2 septembre 2011, la chanson réintègre le top 100 des singles les plus vendus par semaine.

## Listes des pistes
| No | Titre                                    | Auteur            | Durée |
| -- | ---------------------------------------- | ----------------- | ----- |
| 1. | Donne-moi le temps (nouveau mix)         | Pierre Lorain, So | 4:12  |
| 2. | Entre humains (Titre original : What If) | Lisa Miskovsky    | 3:58  |

## Crédits
- Donne-moi le temps publié par D.R. et Gofinho Music
- Entre humains publié par Universal Music Publishing AB
- Design - Happydesign
- Photographie (recto) - Antoine Verglas
- Photographie (verso) - Michel Sedan

## Reprises
Pomme chante une reprise lors de sa « carte blanche » dans l'émission Boomerang sur France Inter, en juin 2022. En 2023, Patrick Fiori l'interprète également dans l'émission de télévision La Boîte à secrets.